# Absperrband

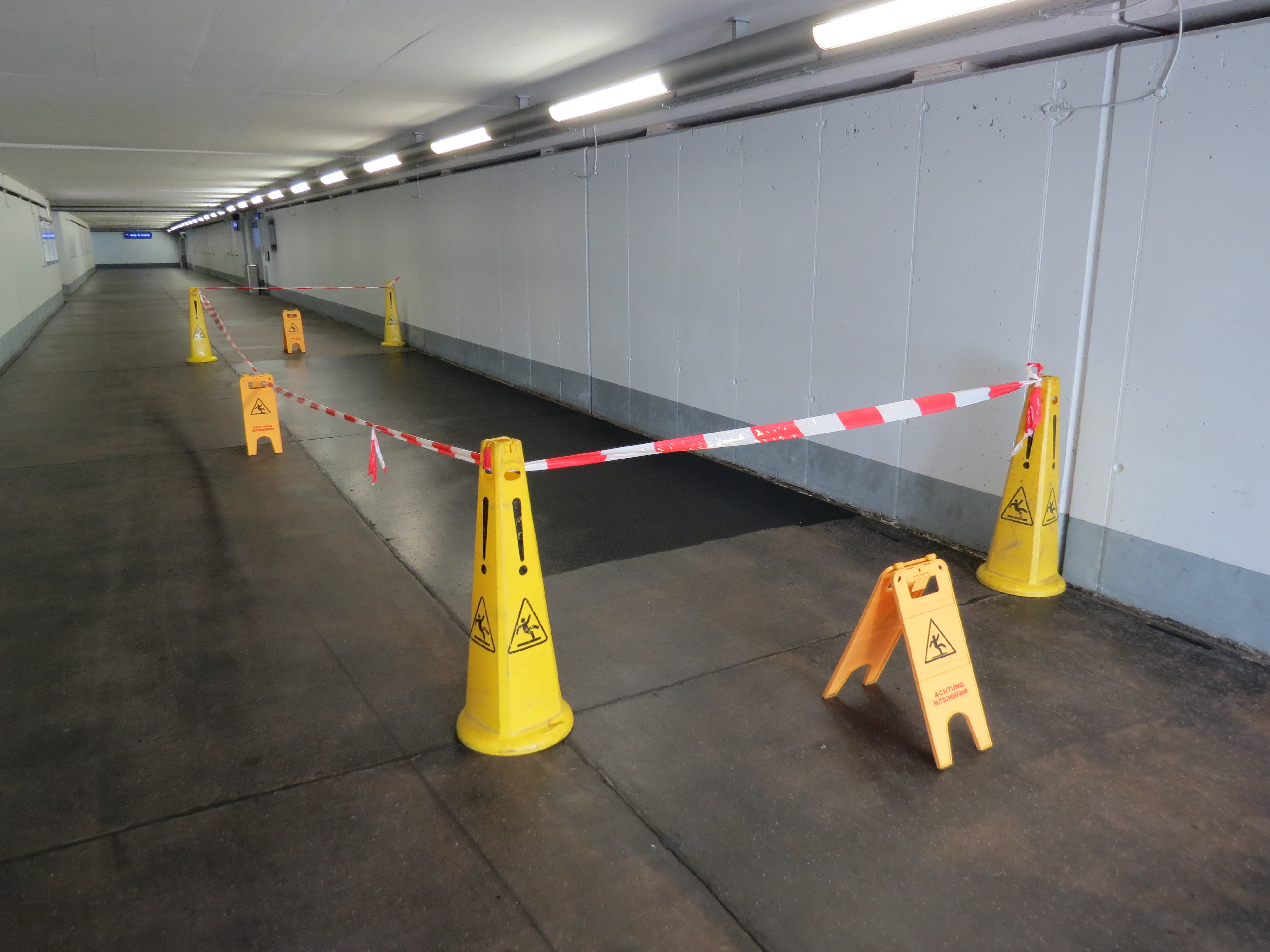
Absperrband bei einer Baustelle am Bahnhof Ybbs an der Donau, Österreich (2017)

Ein Absperrband (auch Warnband, Trassierband, Warnleine, Flatterleine oder Flatterband) ist ein meist in zwei Farben quergestreiftes Kunststoffband, welches zur räumlichen Absperrung von Einsatz- und Gefahrenstellen verwendet wird. Das erste Absperrband in Rot-Weiß wurde 1962 von Werner Sporleder († 21. Mai 2019) entwickelt.
Da das Absperrband leicht beschädigt bzw. entfernt werden kann und keine Retroreflexion besitzt, eignet es sich nur zur Kennzeichnung oder optischen Führung bei Tageslicht. Wirksame Absperrungen bzw. Absturzsicherungen können mit einem Absperrband nicht erstellt werden, sodass beispielsweise der Einsatz bei der Absicherung von Aufgrabungen im Straßenraum nicht zulässig ist.
Die Industrie bietet eine Vielzahl von verschiedenen Farb- und Musterkombinationen für die entsprechenden Einsatzzwecke an. Das Absperrband ist normalerweise in Längen von 250 oder 500 Metern auf einer Rolle aufgerollt. Die Breite kann zwischen fünf und acht Zentimetern betragen, damit es in Verbindung mit Signalfarben deutlich sichtbar ist. Je nach Anwendung kann das Absperrband mit einer zusätzlichen erklärenden oder warnenden Aufschrift versehen sein, die auf den Zweck oder die Organisation hinweist, beispielsweise „Achtung“, „Baustelle“, „Feuerwehr“, „Polizeiabsperrung“ oder „Spurensicherung“.

## Bänder im Forst und bei der Jagd
Für den Einsatz im Forst und bei der Jagd werden Bänder aus Papier bevorzugt, die keine Probleme für die Umwelt bedeuten, da sie in relativ kurzer Zeit zersetzt werden und in den Naturkreislauf eingehen können. Sie sind meist einfarbig und ca. 20 mm breit. Sie werden von Jägern als Alternative oder Ersatz zu Bruchzeichen eingesetzt. Sie sind durchaus auffälliger als Bruchzeichen, aber nicht brauchtumsgerecht.